# Howard Sachar
Howard Morley Sachar (10. února 1928 – 18. dubna 2018) byl americký historik, emeritní profesor historie a mezinárodních vztahů na Univerzitě George Washingtona a autor téměř dvou desítek knih a velkého množství odborných článků na téma blízkovýchodních a moderních evropských dějin.

## Biografie
Narodil se v St. Louis do rodiny historika a zakládajícího prezidenta Brandeis University, dr. Abrahama L. Sachara, a jeho ženy Thelmy Horwitz. Vyrůstal ve městě Champaign v Illinois a byl nejstarším ze tří bratrů; bratr Edward J. Sachar se stal průkopníkem na poli biologické psychiatrie a druhý bratr David B. Sachar se stal gastrointerologem.
Studoval na Swarthmore College a tituly M.A. a Ph.D. získal na Harvard University.

## Kariéra
Po více než 40 let je členem akademické obce Univerzity George Washingtona, kde působí na katedře historie a Elliottově škole mezinárodních vztahů Byl též hostujícím profesorem na Hebrejské univerzitě v Jeruzalémě, Telavivské univerzitě a hostujícím přednášejícím na téměř 150 dalších univerzitách v Severní Americe, Evropě, Jihoafrické republice a Egyptě. V roce 1996 mu byl udělen čestný doktorát na Hebrew Union College-Jewish Institute of Religion. Při dvou příležitostech též obdržel ocenění National Jewish Book Award.
V roce 1961 založil Institut Jacoba Hiatta při Brandeis University v Jeruzalémě, který se stal jedním z prvních zahraničních studijních programů v Izraeli. Po tři roky pak působil jako jeho ředitel. Díky svým kontaktům v United States Foreign Service, kde pracoval jako konzultant a přednášející v oblasti blízkovýchodních vztahů, se mu v roce 1965 podařilo získat finanční podporu pro jím založený institut od amerického ministerstva zahraničních věcí.
Byl členem Asociace amerických historiků a desítky redakčních rad a komisí. Kromě publikování svých knih a článků byl šéfeditorem 39dílného díla The Rise of Israel: A documentary history.

## Politické názory
Je členem poradní rady proizraelské lobby J Street.

## Dílo
- Seznam děl v Souborném katalogu ČR, jejichž autorem nebo tématem je Howard Sachar

V češtině vyšla jeho kniha:
- Dějiny Státu Izrael. Praha: Regia, 1999. 767 s. ISBN 80-902484-4-6.

Mezi jeho další díla v angličtině patří:
- The Course of Modern Jewish History (1959; aktualizováno v r. 1990)
- Aliyah: The peoples of Israel (1961)
- From the Ends of the Earth: The peoples of Israel (1964)
- The Emergence of the Middle East: 1914–1924 (1969)
- Europe Leaves the Middle East, 1936–1954 (1972)
- A History of Israel: From the rise of Zionism to our time (1976; 3. vydání v r. 2007)
- The Man on the Camel: A novel (1980)
- Egypt and Israel (1981)
- Diaspora: An inquiry into the contemporary Jewish world (1985)
- A History of Israel, Volume II: From the aftermath of the Yom Kippur War (1987)
- The Rise of Israel: A documentary record from the nineteenth century to 1948 : a facsimile series reproducing over 1,900 documents in 39 volumes, Volume 1 (1987)
- A History of the Jews in America (1992)
- Farewell Espana: The world of the Sephardim remembered (1994; přetisknuto v r. 1995)
- Israel and Europe: An Appraisal in History (1998; reprinted 2000)
- Dreamland: Europeans and Jews in the aftermath of the Great War (2002; přetisknuto v r. 2003)
- A History of the Jews in the Modern World (2005; přetisknuto v r. 2006)